# Volkslied van de Republiek Artsach
"Vrij en onafhankelijk Artsach" (Armeens: "Ազատ ու անկախ Արցախ" Azat oe ankach Artsach) is sinds 1992 het volkslied van de niet-erkende Republiek Artsach, geschreven door Vardan Hakobian en gecomponeerd door Armen Nassibian.

## Nederlandse vertaling
Vrij en onafhankelijk Artsach,
Ons huis - kasteel bouwen wij op.
De geschiedenis van ons land,
Proefden wij met ons reine bloed.
U bent een ongenaakbaar slot,
Heiligdom in het hoge, een dierbaar naam,
U bent een goddelijk relikwie,
In u voelen wij ons vereeuwigd.
Vaderland is ons het licht,
De deur van de vadereren liefdevol,
Leef maar vooraltijd in vrede
Ons oud en nieuw Karabach.
De dapperen van Hayks geslacht zijn wij,
Wij zijn Mèrrav, Kirs en Tartar,
Met al onze bergkloosters
Staan wij onbuigzaam, rotsvast als ons land.

### Transliteratie
Azat oe ankach Artsach,
Qo tun-amrotsè kertetsinq,
Patmoetjunè mer jerkri,
Mer soerb aryamb menq sertetsinq.
Doe berd es anarrik,
Bardzunq srbazan, veh anoen,
Masoenq astvatsajin,
Qeznov enq haverzjanoum.
Doe mer lujs hayreniq,
Jerkir, hajrenjats doer siro
Aprir du misjt chaghagh,
Mer hin oe nor Gharabagh.
Qadjern enq menq hajkazun,
Mèrrov enq, Qirs enq oe Tharthar,
Mer vanqerow lernapah
Anhachtheli mi boer asjchar.

## Links
video van het Artsakhi volkslied door Armeense popzanger André Hovnanian
Onafhankelijke staten: Afghanistan · Armenië · Azerbeidzjan · Bahrein · Bangladesh · Bhutan · Brunei · Cambodja · China · Cyprus · Filipijnen · Georgië · India · Indonesië · Irak · Iran · Israël · Japan · Jemen · Jordanië · Kazachstan · Kirgizië · Koeweit · Laos · Libanon · Maldiven · Maleisië · Mongolië · Myanmar · Nepal · Noord-Korea · Oezbekistan · Oman · Oost-Timor · Pakistan · Qatar · Rusland · Saoedi-Arabië · Singapore · Sri Lanka · Syrië · Tadzjikistan · Thailand · Turkije · Turkmenistan · Verenigde Arabische Emiraten · Vietnam · Zuid-Korea
Niet algemeen erkende landen: Abchazië · Nagorno-Karabach · Palestina · Taiwan · Turkse Republiek Noord-Cyprus · Zuid-Ossetië